# Charles Aznavour chante Charles Aznavour, vol. 2
 (mars 2025).
Si vous disposez d'ouvrages ou d'articles de référence ou si vous connaissez des sites web de qualité traitant du thème abordé ici, merci de compléter l'article en donnant les références utiles à sa vérifiabilité et en les liant à la section « Notes et références ».
Albums de Charles Aznavour
Charles Aznavour chante... Charles Aznavour Charles Aznavour chante Charles Aznavour, vol. 3
(1956)
Charles Aznavour chante Charles Aznavour, vol. 2 est le deuxième album studio de Charles Aznavour. Il est sorti en juin 1955 sur le label Ducretet Thomson.
Le texte de présentation de l'album original est signé Charles Trenet.
Les orchestrations et arrangements sont signés : Jo Moutet (1, 6, 9, 10), Virginie Morgan (2), Jacques Brienne (3, 5, 7) et Robert Valentino (4, 8).

## Liste des chansons
| 1. | Ça                           | Gilbert Bécaud, C. Aznavour |  |
| 2. | Parce que                    | Gaby Wagenheim, C. Aznavour |  |
| 3. | Heureux avec des riens       | Jeff Davies, C. Aznavour    |  |
| 4. | Viens au creux de mon épaule | C. Aznavour                 |  |
| 5. | L'émigrant                   | Marc Heyral, C. Aznavour    |  |

| 6.  | Je t'aime comme ça    | J. Davies, C. Aznavour       |  |
| 7.  | Les chercheurs d'or   | M. Heyral, C. Aznavour       |  |
| 8.  | Je veux te dire adieu | G. Bécaud, C. Aznavour       |  |
| 9.  | Toi                   | Florence Véran, C. Aznavour  |  |
| 10. | À t'regarder          | Jean Constantin, C. Aznavour |  |